# سلطان فقیه‌الدین
سلطان فقیه الدین نام امامزاده‌ای در شهر بزنجان شهرستان بافت استان کرمان است. 

## معرفی کلی امامزاده
نسب امامزاده سیده فاطمه سلطان فقیهة الدین شهر بزنجان شهرستان بافت. با سه واسطه به امام هفتم منتهی می شود که قرار ذیل است:
امّ الحسین فاطمه بنت علی أبی الحسن بن ابراهیم المجاب بن محمد العابد بن امام موسی کاظم.
وی خاتونی فاضله، متدینه بود. کنیۀ او امّ الحسین و دختر امامزاده سید علی مدفون در سیرجان است که به زهد و تقوی، مجد و بزرگواری، سیادت و سروری مشهور و معروف است. پدرش به خاطر ظلم و ستمی که از سوی متوکل عباسی پس از قیام یحیی بن عمر بن یحیی حسینی بر سادات متحمل می شد به خاطر خوف از جان خود به قصر بن هبیره و از آنجا به ارجان = بهبهان و سپس به سیرجان مهاجرت می کند و مورد استقبال دوستداران اهل بیت قرار می گیرد و منشا خیر و برکت اهالی آن سامان می گردد.
او دو فرزند یکی پسر به نام محمد ابوجعفر و دیگری دختر به نام امّ الحسین فاطمه داشته که تنها پسر او در سیرجان مشعلدار هدایت آن سامان بود و هم اکنون در روستای کاظم آباد سیرجان مدفون و دارای گنبد و بارگاه می باشد. ظاهراً دختر او امّ الحسین یا پسر عموی خود، محمد ابوالغیث بن محمد الحایری بن ابراهیم المجاب ازدواج نموده و سپس به نواحی بافت مهاجرت می نماید تا اینکه همسرش به دست خوارج در قلعه نو به شهادت نایل می آید و اینک آرامگاه او به پیرغیب مشهور و معروف است.
فاطمه سلطان فقیهة الدین مخفیانه در دامنه کوهی که به نام پدرش به علی صالح مشهور است زندگی می کرد. تا اینکه در همانجا وفات و دفن می شود و امروزه بارگاه مجلل او یکی از میعادگاه های عاشقان اهل بیت است.

## قدمت و نظریه میراث فرهنگی
طبق نظریهٔ کارشناسان میراث فرهنگی و کاوش‌های انجام گرفته بر روی مصالح به کار رفته در بنای ساختمان قبلی شامل کاشی کاری‌ها و آجر کاری‌ها قدمت بنا به دوران صفویه  رسیده و آخرین تعمیرها نیز در همان زمان صورت گرفته‌است . قدمت ضریح امامزاده نیز به صورت مشبک و با استفاده از چوب جنگلی ساخته شده و هم‌اکنون در سرداب حرم واقع گردیده مربوط به همان دوران بوده که بر اثر آتش سوزی ناشی از روشن کردن شمع چندین مرحله تعمیر گردیده است و آخرین تعمیرات آن حدود ۱۱۰ سال پیش توسط فردی به نام استاد حسین نجار بردسیری صورت گرفته‌است.